# Halloween (singel Dead Kennedys)
Halloween – siódmy singel zespołu Dead Kennedys wydany w grudniu 1982 roku przez firmę Alternative Tentacles.

## Lista utworów
1. "Halloween"
2. "Saturday Night Holocaust"

## Skład
- Jello Biafra – wokal
- East Bay Ray – gitara
- Klaus Flouride – gitara basowa
- D.H. Peligro – perkusja